# Superliga 2000/01 (Spanien)
Die Saison 2000/01 war die 27. Spielzeit der Superliga, der höchsten spanischen Eishockeyspielklasse. Meister wurde zum fünften Mal in der Vereinsgeschichte der CH Jaca.

## Hauptrunde

### Modus
In der Hauptrunde absolvierte jede der sechs Mannschaften insgesamt 20 Spiele. Die vier bestplatzierten Mannschaften qualifizierten sich für die Playoffs, in denen der Meister ausgespielt wurde. Für einen Sieg erhielt jede Mannschaft drei Punkte, bei einem Unentschieden gab es ein Punkt und bei einer Niederlage null Punkte.

### Tabelle
|    | Klub           | Sp | S  | U | N  | Tore   | Punkte |
| -- | -------------- | -- | -- | - | -- | ------ | ------ |
| 1. | CH Jaca        | 20 | 19 | 0 | 1  | 124:54 | 57     |
| 2. | CG Puigcerdà   | 20 | 11 | 1 | 8  | 97:74  | 34     |
| 3. | CH Gasteiz     | 20 | 9  | 2 | 9  | 80:72  | 29     |
| 4. | CH Txuri Urdin | 20 | 7  | 2 | 11 | 72:104 | 23     |
| 5. | FC Barcelona   | 20 | 7  | 1 | 13 | 90:100 | 22     |
| 6. | CH Majadahonda | 20 | 3  | 1 | 16 | 69:128 | 11     |

Sp = Spiele, S = Siege, U = unentschieden, N = Niederlagen, OTS = Overtime-Siege, OTN = Overtime-Niederlage, SOS = Penalty-Siege, SON = Penalty-Niederlage

## Playoffs

### Halbfinale
- CH Jaca – CH Txuri Urdin 10:1, 5:2
- CG Puigcerdà – CH Gasteiz 6:3, 5:2

### Finale
- CH Jaca – CG Puigcerdà 3:1 (3:4, 6:3, 4:3, 6:2)